# وليام ويلر
ويليام المون ويلر (بالإنجليزية: William A. Wheeler) (30 يونيو 1819 – 4 يونيو 1887)، سياسي ومدعي عام أميركي. كان نائبًا أميركيًا، نيويورك منذ عام 1861 حتى عام 1863 ومنذ عام 1869 إلى عام 1877 وشغل منصب نائب رئيس الولايات المتحدة التاسع عشر منذ عام 1877 حتى عام 1881. وُلد في مالون (نيويورك). حظي بوظيفة قانونية بعد أن ارتاد جامعة فيرمونت. وبعد أن عمل في العديد من المناصب المحلية فاز بانتخابات كونغرس ولاية نيويورك. خدم في الكونغرس منذ عام 1861 حتى عام 1863 ومنذ عام 1869 حتى عام 1877. حظي باحترام كبير بسبب نزاهته ورفض زيادة معاشه بعد أن أصدر الكونغرس قانون زيادة الرواتب الذي عارضه ويلر. استقر مؤتمر الحزب الجمهوري الوطني على رذرفورد هايز بكونه المرشح الرئاسي للحزب بعد سبع بطاقات اقتراع، ورشّح المندوبون ويلر ليكون نائبًا للرئيس. وبترشيح من عضو الكونغرس لوك بي بولاند، تقدم إلى الصدارة أمام فردريك تيودور فريلينغهسين ومارشال جويل وستيوارت إل وودفورد وحصل على الترشيح في الاقتراع الأول. رُشح ويلر لكونه مشهورًا بين زملائه بعد أن عمل على تجنب العداوات في الكونغرس. وبالإضافة إلى ذلك وبكونه مقيمًا في ولاية نيويورك الشرقية المزدحمة بالسكان، قدم التوازن الجغرافي للبطاقة بما أن هايس من ولاية أوهايو المزدحمة بالسكان في الغرب الأوسط. سادت البطاقة الجمهورية في انتخابات الرئاسة الأميركية 1876 المثيرة للجدل وذلك على الرغم من خسارتهم للتصويت الشعبي. لم يعرف ويلر وهايس بعضهما البعض قبل المؤتمر لكنهما انسجما بطريقة ودية أثناء وجودهما في المكتب. اختارا عدم الحصول على فترة ولاية ثانية، وعاد ويلر إلى مالون في نيويورك بعد انقضاء فترة ولايته. فارق الحياة في عام 1887 ودُفن في مقبرة مورنينغسايد في مالون.

## نشأته ومسيرته المهنية
ولد ويليام ويلر في مالون في نيويورك وارتاد أكاديمية فرانكلن وجامعة فيرمونت، على الرغم من أن المخاوف المالية قد أجبرته على ترك الجامعة قبل التخرج. حصل ويلر على شهادات فخرية منها ماجستير الآداب من كلية دارتموث في عام 1865 ودرجة ماجستير في القانون  من جامعة فيرمونت ومن كلية الاتحاد (1867). وفي عام 1876، حصل على بكالوريوس الآداب من جامعة فيرمونت «في دورة دراسية» وتخرج مع دفعة عام 1842. وفي عام 1845، تزوج من ماري كينغ.
درس القانون مع آسا هاسكال الذي كان مدعيًا عامًا وسياسيًا في مالون وعمل مشرفًا للبلدة وقاضي صلح ومدعي عام للمقاطعة وعضو في جمعية ولاية نيويورك. قبل ويلر في نقابة المحامين في عام 1845 ومارس القانون في مالون. كان المدعي العام لمقاطعة فرانكلن من عام 1846 حتى عام 1849. كان عضوًا في جمعية (شركة فرانكلن) في عام 1850 و1851؛ وفي مجلس شيوخ ولاية نيويورك (المقاطعة السابعة عشر) في عام 1858 و1859.
انتُخب جمهوريًا في كونغرس الولايات المتحدة السابع والثلاثين وتولى منصبه من الرابع من مارس 1861 حتى الثالث من مارس 1863. انتُخب في الكونغرس الأميركي الحادي والأربعين والثاني والأربعين والثالث والأربعين والرابع والأربعين وتولى المنصب من الرابع من مارس 1869 حتى الثالث من مارس 1877. وخلال فترة ولاية ويلر في مجلس النواب، عمل رئيسًا للجنة سكة حديد المحيط الهادي (الكونغرس الثاني والأربعين) ولجنة التجارة (الكونغرس الثالث والأربعين).
أشاد ألن نيفيس بسمعة ويلر في النزاهة وذكر ذلك في مقدمة «ملفات جون كينيدي في الشجاعة». كان روسكو كونكلينغ عضوًا في مجلس الشيوخ ورئيسًا سياسيًا وقال لويلر «إذا عملت معنا فلن تحتاج لشيء في ولاية نيويورك التي قد لا تطمح لها بشكل منطقي».

## روابط خارجية
- وليام ويلر على موقع الموسوعة البريطانية (الإنجليزية)
- وليام ويلر على موقع إن إن دي بي (الإنجليزية)